# Limagnole
Pour les articles homonymes, voir Limagnole (homonymie).
La Limagnole est une rivière française du Massif central qui coule dans le département de la Lozère, en ancienne région Languedoc-Roussillon donc en nouvelle région Occitanie. C'est un affluent de la Truyère en rive droite, donc un sous-affluent de la Garonne par le Lot.

## Géographie
De 15,9 km de longueur, la Limagnole prend sa source dans les monts de la Margeride aux confins des départements de la Haute-Loire et de la Lozère dans l'ancienne province du Gévaudan sur la commune de Lajo sous le nom de Ruisseau de Gazamas, et rejoint la Truyère en rive droite, commune de Fontans à l'aval de Saint-Alban-sur-Limagnole

### Département et principales communes traversés
- Lozère : Fontans, Saint-Alban-sur-Limagnole, Lajo

### Toponyme
La Limagnole a donné son hydronyme à la commune de Saint-Alban-sur-Limagnole.

## Principaux affluents
- Riou de la Roche : 4,1 km
- Ruisseau de Guitard : 14 km

## Hydrologie

### La Limagnole à Fontans
Le débit de la Limagnole a été observé sur une période de 23 ans (1984-2007), à Fontans, localité située au niveau de son confluent avec la Truyère. La surface prise en compte est de 76 km2, ce qui correspond à la quasi-totalité du bassin versant de la rivière.
Le module de la rivière à Fontans est de 1,02 m3/s.
La Limagnole présente des fluctuations saisonnières de débit assez importantes. Les hautes eaux se déroulent en hiver et au printemps, et se caractérisent par des débits mensuels moyens allant de 1,28 à 1,58 m3/s, de décembre à mai inclus (avec deux sommets, le premier en décembre correspondant aux pluies d'automne, et le second au printemps — mars à mai — avec un plus haut en avril, et correspondant partiellement à la fonte des neiges). Au mois de juin, le débit diminue brusquement ce qui aboutit aux basses eaux d'été qui ont lieu de juillet à septembre, avec une baisse du débit mensuel moyen jusqu'au niveau de 0,335 m3 au mois d'août. Mais les fluctuations de débit sont plus importantes selon les années, ou calculées sur de courtes périodes.

### Étiage ou basses eaux
Aux étiages, le VCN3 peut chuter jusque 0,056 m3/s, en cas de période quinquennale sèche, ce qui est moyennement sévère, mais correspond au profil des autres cours d'eau de la région.

### Crues
D'autre part, les crues de la Limagnole peuvent être assez importantes, compte tenu de l'exiguïté du bassin versant de la rivière. Les QIX 2 et QIX 5 valent respectivement 8,7 et 13 m3/s. Le QIX 10 se monte à 15 m3/s, et le QIX 20 en vaut 18 m3/s. Quant au QIX 50, il est de 21 m3/s.
Le débit instantané maximal enregistré a été de 32,6 m3/s le 2 décembre 2003, tandis que la valeur journalière maximale était de 18,6 m3/s le même jour. Si l'on compare la première de ces valeurs à l'échelle des QIX exposée plus haut, l'on constate que cette crue était bien plus importante que la crue cinquantennale définie par le QIX 50, et donc tout à fait exceptionnelle.

### Lame d'eau et débit spécifique
La Limagnole est une rivière assez abondante. La lame d'eau écoulée dans son bassin versant se monte à 423 millimètres annuellement, ce qui est nettement plus élevé que la moyenne d'ensemble de la France tous bassins confondus (320 millimètres/an), et est même supérieur à la moyenne des bassins de la Garonne (384 millimètres/an). C'est par contre inférieur à la moyenne du bassin du Lot (446 millimètres/an). Le débit spécifique (ou Qsp) est de 13,4 litres par seconde et par kilomètre carré de bassin.